# The Bells of Notre Dame
The Bells of Notre Dame (nella versione italiana Le campane di Notre Dame) è una canzone scritta da Stephen Schwartz e  composta da Alan Menken per la colonna sonora del film Disney Il gobbo di Notre Dame.

## Composizione
L'origine della canzone è deriva dalla controversa modifica, decisa dai dirigenti della Disney, del personaggio di Claude Frollo, che da arcidiacono (ruolo che ricopre nel libro) diventa giudice. L'idea che "Frollo sia incoraggiato dall'arcidiacono di Notre Dame a crescere Quasimodo come figlio suo, ad espiarsi per aver ucciso la zingara madre del bambino" sulle scale della chiesa doveva essere spiegata nella scena d'apertura del film, e questo era il catalizzatore per la creazione della canzone. Nel Disney Voice Actors: A Biographical Dictionary viene rivelato che "la sequenza di apertura era originariamente tutta narrativa e il risultato era ritenuto troppo privo di vita, quindi è stato scritta [The Bells of Notre Dame]. Alan Menken rivelò che "È una colonna sonora davvero ricca e penso che sia probabilmente il miglior brano di apertura che abbia mai scritto per qualsiasi progetto".

## Accoglienza critica
Su DVD Talk, Francis Rizzo scrisse che "The Bells of Notre Dame e Out There hanno... un tono perfetto" per il film, che armeggia più tardi con una canzone à la "Be Our Guest" [da La bella e la bestia ] come Un ragazzo come te". Disney Voice Actors: A Biographical Dictionary considera il brano "una delle più potenti colonne sonore di qualsiasi film Disney". Secondo il The Oxford Companion to the American Musical: Theatre, Film, and Television, invece, la canzone "combina il carattere e la narrativa magnificamente".

## Versione italiana
Le campane di Notre Dame è la versione italiana ufficiale del brano, cantato da Carlo Ragone, Franco Chillemi ed Eros Pagni.

## Versioni in altre lingue
Con l'uscita del DVD, una versione multilingue di Bells of Notre Dame composta da tutte le 31 copie originali era inclusa nel materiale bonus. Dalla sua prima versione, sono stati fatti più doppiaggi, inclusi alcune cover non ufficiali, realizzati dalle emittenti televisive locali.
| Lingua                              | Artista                       | Artista                         | Artista                                      | Titolo                                                  | Traduzione                                  |
| Lingua                              | Clopin                        | L'arcidiacono                   | Frollo                                       | Titolo                                                  | Traduzione                                  |
| ----------------------------------- | ----------------------------- | ------------------------------- | -------------------------------------------- | ------------------------------------------------------- | ------------------------------------------- |
| Arabo                               | ياسر شعبان (Yasser Shaaban)   | علي حسنين (Ali Hassanein)       | عزت أبو عوف (Ezzat Abu Ouf)                  | "أجراس نوتردام" ("Agras nutrdam")                       | "Le Campane di Notre-Dame"                  |
| Portoghese (Brasile)                | Cláudio Galvan                | Lafayette Galvão                | Rodrigo Esteves                              | "Os sons de Notre Dame"                                 | "I suoni di Notre-Dame"                     |
| Francese canadese                   | Mario Fraser                  | Edgar Fruitier                  | Yves Lapierre                                | "Les cloches de Notre-Dame"                             | "Le campane di Notre-Dame"                  |
| Cantonese                           | 龍天生 (Lung Tin Sang)        |                                 | 盧國雄 (Lo Gwok Hung)                        |                                                         |                                             |
| Dialetto castigliano settentrionale | Jesús Castejón                | Miguel Ángel Jenner             | Constantino Romero                           | "El son de Notre Dame"                                  | "Il suono di Notre-Dame"                    |
| Catalano                            | Pep Anton Muñoz               | Joan Crosas                     | Constantino Romero                           | "Els sons de Nôtre Dame"                                | "I suoni di Notre-Dame"                     |
| Ceco                                | Jiří Hruška                   | Jiří Koutný                     | Jaroslav Horáček                             | "Zvony u Matky Boží"                                    | "Le campane della madre di Dio"             |
| Danese                              | Jess Ingerslev                | Bendt Reiner                    | Niels Weyde                                  | "Klokkerne i Notre Dame"                                | "Le campane a Notre-Dame"                   |
| Olandese                            | Bill van Dijk                 | Ger Smit                        | Ernst Daniël Smid                            | "De klokken van de Notre Dame"                          | "Le campane di Notre-Dame"                  |
| Francese                            | Bernard Alane                 | Dominique Tirmont               | Jean Piat                                    | "Les cloches de Notre-Dame"                             | "Le campane di Notre-Dame"                  |
| Portoghese (Europa)                 | André Maia                    | Jorge Sousa e Costa             | José de Oliveira Lopes                       | "Os sinos de Notre Dame"                                | "Le campane di Notre-Dame"                  |
| Finlandese                          | Antti Pääkkönen               | Matti Siitonen                  | Ossi Ahlapuro                                | "Notre Damen kellot"                                    | "Campane di Notre-Dame"                     |
| Fiammingo                           | Peter de Smet                 | Marc Meersman                   | Werner Brams                                 | "De klok van de Notre Dame"                             | "La campana di Notre-Dame"                  |
| Tedesco                             | Heinz Rennhack                | Helmut Krauss                   | Klausjürgen Wussow                           | "Die Glocken Notre Dames"                               | "Le campane di Notre-Dame"                  |
| Greco                               | Konstantinos Paliatsaras      | John Modinos                    | Δημήτρης Κοντογιάννης (Dimítris Kodoyiánnis) | "Στα σκαλιά της Παναγιάς" ("Sta skaliá tis Panagiás")   | "Ai gradini anteriori di Notre Dame"        |
| Ebraico                             | מומי לוי (Momi Levi)          | עמי מנדלמן (Ami Mendelman)      | אלי גורנשטיין (Eli Gorenstein)               | "פעמוני נוטרדאם" ("?")                                  | "Campane di Notre-Dame"                     |
| Ungherese                           | Maros Gábor                   | Sárkány Kázmér                  | Szvétek László                               | "Zeng a Notre Dame"                                     |                                             |
| Islandese                           | Guðmundur Ólafsson            | Róbert Arnfinnsson              | Jóhann Sigurðarson                           | "Klukkur Notre Dame"                                    | "Campane di Notre-Dame"                     |
| Indonesiano                         | Jumali Prawirorejo            | Tizar Sponsen                   | Iwan Dahlan                                  | "Lonceng dari Notre Dame"                               | "Le campane di Notre-Dame"                  |
| Italiano                            | Carlo Ragone                  | Franco Chillemi                 | Eros Pagni                                   | "Le campane di Notre-Dame"                              |                                             |
| Giapponese                          | 光枝明彦 (Mitsue Akihiko)     | 佐川守正 (Morimasa Sagawa)      | 村俊英 (Mura Toshihide)                      | "ノートルダムの鐘" ("Nōtorudamu no kane")               | "Le campane di Notre-Dame"                  |
| Coreano                             | 김재우 (Kim Jae-U)            | 송용태 (Song Yong-Tae)          | 이성훈 (Lee Seong-Hun)                       | "노틀담의 종" ("Notŭldame chong")                       | "Le campane di Notre-Dame"                  |
| Spagnolo (America Latina)           | Julio Sosa                    | Alejandro Villeli               | Fernando Escandón                            | "Las campanas de Notre Dame"                            | "Le campane di Notre-Dame"                  |
| Malese                              | IZ Sulaini                    |                                 | Zhariff                                      |                                                         |                                             |
| Norvegese                           | Sigve Bøe                     | Thorbjørn Lindhjem              | Paul Åge Johannessen                         | "Klokkene i Notre-Dame"                                 | "Le campane a Notre-Dame"                   |
| Polacca                             | Robert Rozmus                 | Jerzy Mahler                    | Krzysztof Gosztyła                           | "Dzwony Notre Dame"                                     | "Le campane di Notre-Dame"                  |
| Russo                               | Ivasi                         | Алексей Колган (Aleksey Kolgan) | Игорь Балалаев (Igor' Balalayev)             | "Колокола собора Нотр-Дам" ("Kolokola sobora Notr-Dam") | "Le campane della cattedrale di Notre-Dame" |
| Slovacco                            | Ján Gallovič                  | Dušan Blaškovič                 | Juraj Peter                                  | "Zvony Notre Dame"                                      | "Campane di Notre-Dame"                     |
| Svedese                             | Mikael Grahn                  | Håkan Hagegård                  | Stefan Ljungqvist                            | "En sång från Notre Dame"                               | "Una canzone da Notre-Dame"                 |
| Taiwanese                           | 張明權 (Zhāng Míng-Quán)      |                                 | 楊小勇 (Yáng Xiǎo-Yǒng)                      | "圣母院之钟" ("Shèngmǔ yuàn zhī zhōng")                 | "Campane di Notre-Dame"                     |
| Thailandese                         | พรวิช ศิลาอ่อน (Phonwit Sila-on) |                                 | ปรัชญ์ สุวรรณศร (Prat Suwannasorn)              | "ระฆังจากนอเทรอ" ("?")                                   |                                             |
| Turco                               | Ali Ekber Diribaş             | Ferdi Atuner                    | Tahir Nejat "Neco" Özyılmazel                | "Notre Dame'ni Çanları"                                 | "Le campane di Notre-Dame"                  |